# プレミア (政府の長)
プレミア（英:premier）は、いくつかの国の地方政府や海外領土の政府等で用いられている政府の長の官職名。日本語では単に首相と訳されることが多い。この役職に対して副首相に相当するのはvice-premierやdeputy premierである。

## 国別の事例
この言葉はフランス語ので首相を意味する"Premier ministre"に由来し、premierは第一を意味するラテン語prīmāriusに由来する。このためいくつかの国では首相の正式な官職名であるprime ministerの略称として用いられている。
中華人民共和国においては首相にあたる国務院総理の英語訳としてpremierが用いられることが多い。
イギリスの海外領土うち五地域（バミューダ、ケイマン諸島、モントセラト、タークス・カイコス諸島、イギリス領バージン諸島が政府の長の官職名としてpremierを用いている。
premierはまたカナダやオーストラリア、南アフリカなどにおいて地方政府の長の官職名として用いられている。
チェコの首相のチェコ語における官職名は"Premiér"であるため英語ではpremierの訳を当てることもある。
クロアチアとセルビアの首相の正式官職名はセルボクロアチア語でpredsjednik vlade（政府主席）の意であるがpremijerと通称されることが多い。
イタリアの首相の正式官職名は閣僚評議会議長だが非公式には"Premier"と呼ばれる。
"Premier"は通常政府の長であって国家元首ではない。